# Epimer
| Två epimera molekyler | Två epimera molekyler |
| --------------------- | --------------------- |
|                       |                       |
|                       |                       |
| D-Treos               | D-Erytros             |

I stereokemi är en epimer en av ett par diastereomerer. De två epimererna har motsatt absolutkonfiguration vid endast ett kiralt center av minst två. Alla andra kirala centra i molekylerna är identiska. Epimerisering är en kemisk omvandlingsreaktion av en epimer till någon av dess kirala motsvarigheter.

## Exempel
Hexoser har fyra kirala centra (kolatomerna två till fem) och varje hexos har således fyra epimerer.
Glukos, altros och gulos är alla tre olika epimerer till allos:

Allos
Altros
Glukos
Gulos

(L-talos är den fjärde epimeren till D-allos.)
Glukos har i sin tur epimerer i form av mannos och galaktos, utöver allos:

Glukos
Mannos
Galaktos

(L-idos är den fjärde epimeren till D-glukos)